# Episodi di Spirit: Avventure in libertà (quinta stagione)
La quinta stagione di Spirit: Avventure in libertà è stata pubblicata negli USA l'11 maggio 2018 su Netflix.
In Italia invece è stata trasmessa dal 18 marzo 2019 su DeaKids.
| Nº | Nº | Titolo originale                          | Titolo italiano                | Prima TV USA   | Prima TV Italia |
| -- | -- | ----------------------------------------- | ------------------------------ | -------------- | --------------- |
| 27 | 1  | Lucky and La Voltereta Feroz              | Il salto mortale impetuoso     | 11 maggio 2018 | 18 marzo 2019   |
| 28 | 2  | Lucky and the No-Good Outlaw Butch LePray | Il terribile Butch Lepray      | 11 maggio 2018 | 18 marzo 2019   |
| 29 | 3  | Lucky and the Big Goodbye                 | Il difficile addio             | 11 maggio 2018 | 19 marzo 2019   |
| 30 | 4  | Lucky and the Two-Wheeled Terror          | Cambiamenti                    | 11 maggio 2018 | 20 marzo 2019   |
| 31 | 5  | Lucky and the Rough Ride                  | Un viaggio movimentato         | 11 maggio 2018 | 21 marzo 2019   |
| 32 | 6  | Lucky and the Ghostly Gotcha!             | Lucky e le impavide fanciulle  | 11 maggio 2018 | 22 marzo 2019   |
| 33 | 7  | Lucky and the Doomed Delivery             | La leggenda di Sadie Crouthers | 11 maggio 2018 | 25 marzo 2019   |